# La barrera Santaroga
La barrera Santaroga (The Santaroga Barrier) es una novela de ciencia ficción de 1968 del escritor estadounidense Frank Herbert. Considerada como una novela de "sociedad alternativa" o "cultura alternativa", trata temas como la psicología, la contracultura de la década de 1960 y las drogas psicodélicas. Originalmente se publicó por entregas en la revista Amazing Stories desde octubre de 1967 hasta febrero de 1968, y más tarde se editó como libro de bolsillo, bajo Berkley Books, en 1968. El libro ha sido descrito como "una utopía ambigua", y el propio Herbert le dijo a Tim O'Reilly que La barrera Santaroga pretendía describir una sociedad que "la mitad de mis lectores pensaría que es una utopía, la otra mitad pensaría que era una distopía ".

## Resumen de la trama
Los intereses corporativos contratan a un psicólogo, Gilbert Dasein, para investigar Santaroga, una ciudad del sur de California en un valle donde el marketing parece totalmente ineficaz: se permite la entrada de negocios externos, pero se marchitan rápidamente por falta de negocios. Los santaroganos no son hostiles hacia las empresas, simplemente no compran allí. Tampoco son xenófobos; en cambio, parecen enloquecedoramente satisfechos con su pintoresco estilo de vida local. A esto se agrega un elemento de peligro: los últimos psicólogos enviados han muerto en accidentes que son (en apariencia) perfectamente plausibles. Para complicar aún más las cosas, la novia universitaria del psicólogo, Jenny, ha regresado a Santaroga, su ciudad natal.
Con esto en mente, Dasein ingresa con cautela a la ciudad y rápidamente se entera de 'Jaspers', un aditivo en la comida y bebida que se ingiere comúnmente en Santaroga que parece infundir al consumidor una mayor salud y una mente más amplia. Dentro de la comunidad de santaroganos, Jaspers fue descrito como el "combustible de la conciencia" que abrió los ojos y los oídos de una persona y encendió sus mentes. Quienes lo consumen no se vuelven psíquicos; en cambio, son simplemente mucho más lúcidos que el ciudadano promedio de los EE. UU., aunque hay numerosos indicios de una mente grupal que opera a un nivel subconsciente. Sus periódicos son vagamente subversivos con sus comentarios campechanos e ilustrados sobre asuntos mundiales; sus conversaciones durante la cena hacen referencia a grandes teorías de la psicología, la política y la ciencia cognitiva.
Pronto, Dasein está teniendo errores estrechos con accidentes perfectamente plausibles: un empleado ajustando válvulas en la cocina inunda la habitación de hotel de Dasein con gas; Dasein tropieza con una alfombra suelta, cae a través de la baranda de una escalera y se habría desplomado tres pisos, pero finalmente es atrapado y salvado por un santarogano. Aunque el incidente con la alfombra y la caída a través de la baranda de la escalera parecía ser un accidente, Dasein luego se da cuenta de que podría haber sido parte de una trampa cuidadosamente colocada. Un niño que juega con un arco y una flecha lo suelta, rozando el cuello de Dasein; el ascensor debajo de su automóvil en un garaje se derrumba; una camarera en un restaurante accidentalmente usa insecticida en lugar de azúcar para su café. Sabiendo que Jaspers crea mentes individuales excepcionalmente perceptivas y penetrantes, Dasein se da cuenta de que ha ofendido una identidad comunitaria que se siente amenazada por él. Mientras Jenny intenta convencerlo de que se establezca allí con ella, él se pregunta si vivirá lo suficiente para decidir.

## Alusiones y referencias
La novela se basó libremente en las ideas del filósofo Martin Heidegger, principalmente expuestas en su libro Ser y tiempo (1927).
El nombre del personaje principal es Gilbert Dasein. Dasein es uno de los términos de Heidegger que se traduce aproximadamente como 'ser'. También se ha sugerido que el nombre puede ser un giro de 'Gilbert Gosseyn', un personaje de El mundo de los no-A (The World of Null-A) (1948) de AE van Vogt .[cita requerida] El apellido de Jenny Sorge se refiere al término Sorge de Heidegger, el término de Heidegger para "cuidar", que Heidegger consideraba como el concepto fundamental de intencionalidad . El personaje Dr. Piaget recibió su nombre del psicólogo suizo Jean Piaget.
Jaspers, la sustancia psicoactiva del libro, lleva el nombre de Karl Jaspers, un psiquiatra y filósofo alemán contemporáneo de Heidegger, quien afirmó que la autenticidad individual requería una unión con el "otro trascendente", tradicionalmente conocido como Dios.

## Recepción
El autor de ciencia ficción David Pringle calificó La barrera Santaroga con tres estrellas de cuatro y describió la novela como "uno de los tratamientos más efectivos de Herbert para la mentalidad de colmena, y el posible siguiente paso en la evolución de la inteligencia humana".